# Soccer Bowl

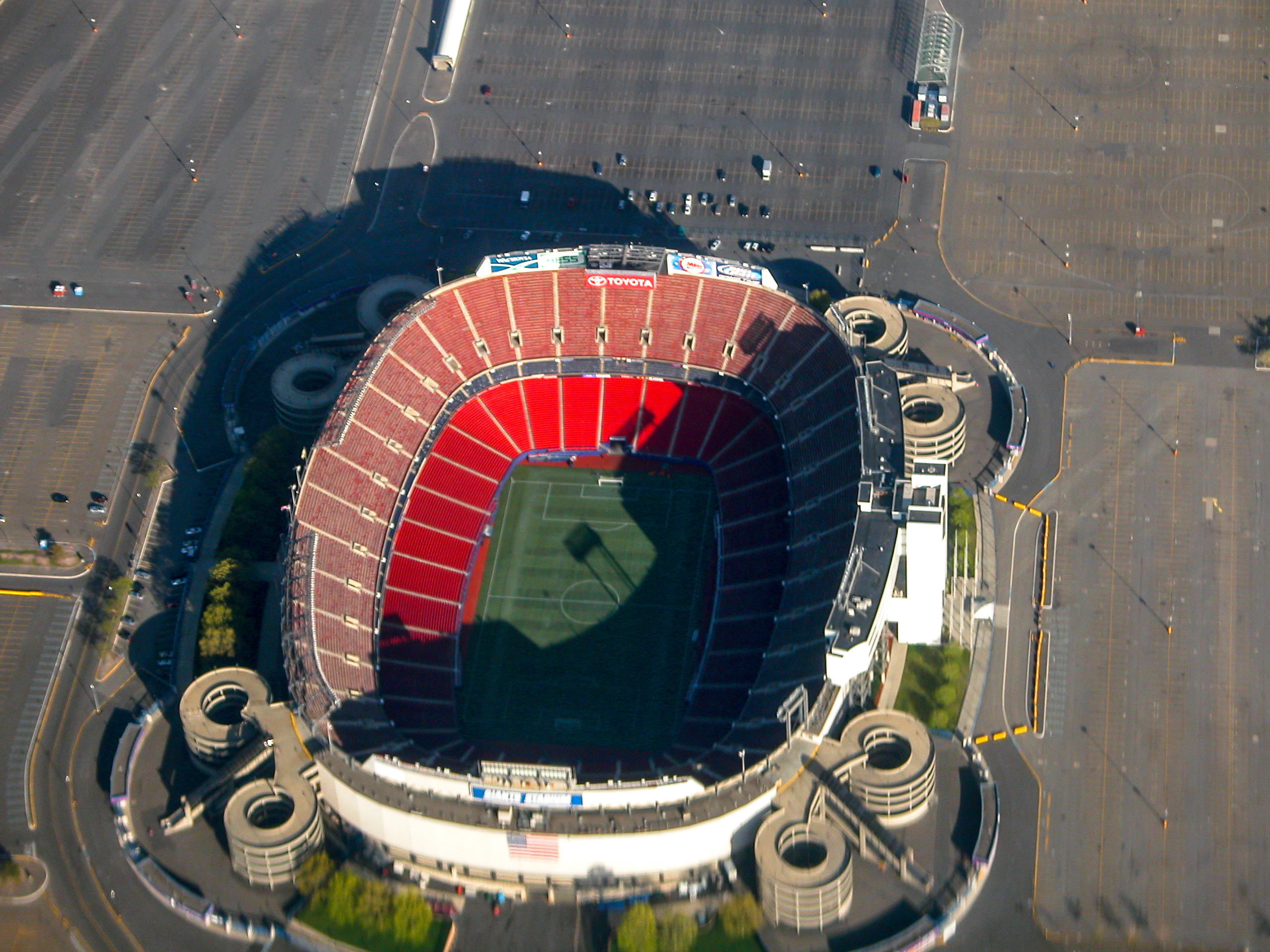
Giants Stadium w East Rutherford, gospodarz z największą frekwencją – 74 901 widzów podczas Soccer Bowl ’78.

Soccer Bowl – finałowy mecz o mistrzostwo w piłce nożnej w zawodowej lidze NASL (North American Soccer League) w latach 1968–1984.

## Historia

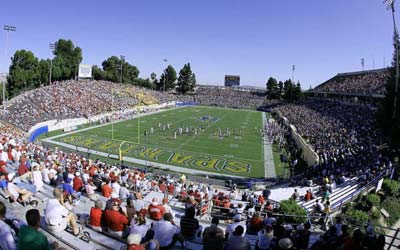
Spartan Stadium w San Jose – gospodarz pierwszego Soccer Bowl w 1975 roku.

Przed pierwszym Soccer Bowl, w 1975 roku, ówczesny komisarz ligi NASL, Phil Woosnam chciał stworzyć formułę meczów na wzór Super Bowl w lidze NFL. Pierwszy mecz pod nazwą Soccer Bowl rozegrano 24 sierpnia 1975 roku na Spartan Stadium w San Jose w Kalifornii, w którym grali Tampa Bay Rowdies z Portland Timbers (2:0). W przeciwieństwie do Super Bowl, roczny schemat numeracji NASL nie wykorzystywał cyfr rzymskich (np. Super Bowl IX), ale zamiast tego wykorzystywał dwie ostatnie cyfry rozgrywanego roku (np. Soccer Bowl ’78).
Za kadencji Phila Woosnama Soccer Bowl stał się ważnym wydarzeniem sportowym w Stanach Zjednoczonych i w Kanadzie. Największą frekwencję odnotowano w 1978 roku, kiedy to 27 sierpnia podczas Soccer Bowl ’78 na Giants Stadium w East Rutherford w stanie New Jersey w obszarze metropolitarnym Nowego Jorku pojawiło się 74 901 widzów, co nadal jest najwyższą frekwencją na klubowych meczach w Stanach Zjednoczonych.
Ostatni Soccer Bowl odbył się w 1984 roku jako Soccer Bowl Series.

## Format
NASL używał kilku różnych formatów swoich meczów o mistrzostwo ligi w całej swojej historii.
Finały ligi NASL 1968 i 1970 były rozgrywane w dwumeczach, a o końcowym triumfie decydowała liczba zdobytych w nim goli.
W sezonie 1969 w lidze NASL udział wzięło zaledwie 5 klubów, w związku triumfator rozgrywek został, jak wielu europejskich ligach, klub z największą liczbą zdobytych punktów na koniec sezonu (w tym przypadku tym klubem był Kansas City Spurs).
Finał NASL 1971 był rozgrywany do dwóch zwycięstw.
W latach 1972–1974 w finale rozgrywano jeden mecz, którego gospodarzem był wyżej sklasyfikowany klub po rundzie zasadniczej. W 1975 roku spełniło się marzenie Phila Woosnama o rozgrywaniu meczów na neutralnym terenie i w ten sposób narodził się Soccer Bowl (format trwał do Soccer Bowl ’83), którego gospodarzem był wyżej rozstawiony klub w sezonie zasadniczym.
Ostatnia edycja finału, Soccer Bowl ’84 była rozgrywana do dwóch zwycięstw pod nazwą Soccer Bowl Series.

## Dziedzictwo
W latach 2011–2017 istniała liga NASL, będącą tym razem drugim szczeblem rozgrywkowym w Stanach Zjednoczonych, w Kanadzie oraz tym razem również w Portoryko, jednak mecze o mistrzostwo ligi również nosiły nazwę Soccer Bowl.

## Wyniki
| Rok                       | Mistrz                 | Finalista                | Wynik                 | Obiekt                          | Frekwencja            | Stan                  |
| Finał mistrzostw NASL     | Finał mistrzostw NASL  | Finał mistrzostw NASL    | Finał mistrzostw NASL | Finał mistrzostw NASL           | Finał mistrzostw NASL | Finał mistrzostw NASL |
| ------------------------- | ---------------------- | ------------------------ | --------------------- | ------------------------------- | --------------------- | --------------------- |
| 1968                      | Atlanta Chiefs         | San Diego Toros          | 0:0                   | Balboa Stadium, San Diego       | 9 360                 | 3:0                   |
| 1968                      | Atlanta Chiefs         | San Diego Toros          | 3:0                   | Atlanta Stadium, Atlanta        | 14 994                | 3:0                   |
| 1969                      | Kansas City Spurs      | Kansas City Spurs        | Kansas City Spurs     | Kansas City Spurs               | Kansas City Spurs     | Kansas City Spurs     |
| 1970                      | Rochester Lancers      | Washington Darts         | 3:0                   | Aquinas Memorial, Rochester     | 9 321                 | 4:3                   |
| 1970                      | Rochester Lancers      | Washington Darts         | 1:3                   | Brookland Stadium, Waszyngton   | 5 543                 | 4:3                   |
| 1971                      | Dallas Tornado         | Atlanta Chiefs           | 1:2                   | Atlanta Stadium, Atlanta        | 3 218                 | 2:1                   |
| 1971                      | Dallas Tornado         | Atlanta Chiefs           | 4:1                   | Franklin Stadium, Dallas        | 6 456                 | 2:1                   |
| 1971                      | Dallas Tornado         | Atlanta Chiefs           | 2:0                   | Atlanta Stadium, Atlanta        | 4 687                 | 2:1                   |
| 1972                      | New York Cosmos        | St. Louis Stars          | 2:1                   | Hofstra Stadium, Hempstead      | 6 102                 | –                     |
| 1973                      | Philadelphia Atoms     | Dallas Tornado           | 2:0                   | Texas Stadium, Irving           | 18 824                | –                     |
| 1974                      | Los Angeles Aztecs     | Miami Toros              | 3:3 (k. 5:3)          | Orange Bowl, Miami              | 15 507                | –                     |
| Soccer Bowl (1975–1983)   |                        |                          |                       |                                 |                       |                       |
| 1975                      | Tampa Bay Rowdies      | Portland Timbers         | 2:0                   | Spartan Stadium, San Jose       | 17 483                | –                     |
| 1976                      | Toronto Metros-Croatia | Minnesota Kicks          | 3:0                   | Kingdome, Seattle               | 25 765                | –                     |
| 1977                      | New York Cosmos        | Seattle Sounders         | 2:1                   | Civic Stadium, Portland         | 35 548                | –                     |
| 1978                      | New York Cosmos        | Tampa Bay Rowdies        | 3:1                   | Giants Stadium, East Rutherford | 74 901                | –                     |
| 1979                      | Vancouver Whitecaps    | Tampa Bay Rowdies        | 2:1                   | Giants Stadium, East Rutherford | 50 699                | –                     |
| 1980                      | New York Cosmos        | Fort Lauderdale Strikers | 3:0                   | RFK Stadium, Waszyngton         | 50 768                | –                     |
| 1981                      | Chicago Sting          | New York Cosmos          | 0:0 (k. 2:1)          | Exhibition Stadium, Toronto     | 36 971                | –                     |
| 1982                      | New York Cosmos        | Seattle Sounders         | 1:0                   | Jack Murphy Stadium, San Diego  | 22 634                | –                     |
| 1983                      | Tulsa Roughnecks       | Toronto Blizzard         | 2:0                   | BC Place Stadium, Vancouver     | 53 326                | –                     |
| Soccer Bowl Series (1984) |                        |                          |                       |                                 |                       |                       |
| 1984                      | Chicago Sting          | Toronto Blizzard         | 2:1                   | Comiskey Park, Chicago          | 8 352                 | 2:0                   |
| 1984                      | Chicago Sting          | Toronto Blizzard         | 3:2                   | Varsity Stadium, Toronto        | 16 842                | 2:0                   |